# Jean Baptiste Lucien Buquet
Jean Baptiste Lucien Buquet (Deinze, 4 de marzo de 1807-París, 14 de diciembre de 1889) fue un entomólogo y comerciante de insectos francés.

## Trayectoria
Describió gran variedad de géneros y especies, principalmente coleópteros. Buquet se enfocaba en coleópteros exóticos, especialmente Buprestidae, Lucanidae, Scarabaeidae y Cerambycidae. También vendió lepidópteros, especialmente Morpho y Agrias. Los insectos procedían principalmente de los imperios coloniales franceses. Fue miembro de la Société entomologique de France.

## Obra
- Description de onze espèces nouvelles du genre Lebia; rapportées de Cayenne par M. Leprieur. Annales de la Société Entomologique de France 3: 673-681 (1834).
- 1835. Description d´un Coléoptére nouveau, du genre Goliathus (de Lamarck). Annales de la Société Entomologique de France 1835 4: 135-137 (1835).
- Annales de la Société Entomologique de France 1836 5: 201-207 (1836).
- Description d'une nouvelle espéce de Buprestide du genre Polybothris. Annales de la Société Entomologique de France (3) 2: 75-76 (1854)
- 1859. Mémoire sur deux genres nouveaux de coléoptèresde la famille des longicornes (Oxilus et Sthelenus), suivi de la description de plusieurs espèces appartenant aux genres Platyarthron, Oeme (Sclerocerus Dej.), Clytus, Apriona, Cerosterna et Acanthoderus. Annales de la Société Entomologique de France, 7 (3): 619-636 (1859).